# Jeanine Áñez
Jeanine Áñez Chávez, née le 13 août 1967 à Trinidad (département du Beni en Bolivie), est une femme d'État bolivienne, présidente de l'État du 12 novembre 2019 au 8 novembre 2020.
Élue seconde vice-présidente de la Chambre des sénateurs en 2015, elle assure de manière contestée, en raison de cette dernière fonction, la présidence de l'État à partir du 12 novembre 2019, à la suite des démissions controversées d'Evo Morales et des autres potentiels successeurs prévus avant elle dans l’ordre constitutionnel.
Durant son mandat, elle fait face à des critiques sur sa gestion du pays et sur la question des libertés, ainsi qu'à la pandémie de Covid-19 et ses conséquences économiques. S'étant engagée lors de sa prise de pouvoir à ne pas se présenter, elle retire dans la foulée sa candidature à l’élection présidentielle de 2020. Le Mouvement vers le socialisme (MAS) revient ensuite au pouvoir avec l’élection de Luis Arce.
En 2021, elle est arrêtée et placée en détention provisoire pour « sédition » et « terrorisme », dans le cadre de sa prise de pouvoir de 2019. Reconnue coupable d'avoir organisé un coup d'État contre Evo Morales et d'avoir accédé au pouvoir de manière inconstitutionnelle, elle est condamnée à dix ans de prison en 2022.

## Situation personnelle

### Naissance et formation
Née le 13 août 1967 à Trinidad, Jeanine Áñez Chávez est titulaire d'une licence en droit. Elle est directrice de la chaîne de télévision, Totalvision.

### Vie privée
Divorcée, elle est mère de deux enfants. Elle est mariée à Héctor Hernando Hincapié Carvajal, un homme politique colombien qui a des liens historiques avec des groupes paramilitaires colombiens.

## Parcours politique

### Sénatrice du Beni

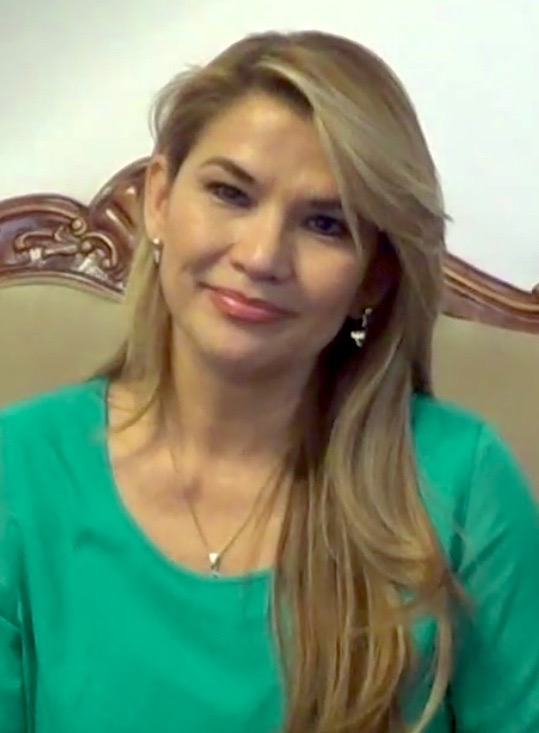
Jeanine Áñez en 2016.

Adhérente au Pouvoir démocratique social, au PPB-CN puis au Mouvement démocrate social, elle est membre de l'Assemblée constituante de 2006 à 2007, puis élue sénatrice pour le département du Beni aux élections de 2009 et réélue à celles de 2014.

### Vice-présidente de la Chambre des sénateurs
Le 19 janvier 2015, elle devient seconde vice-présidente de la Chambre des sénateurs. Elle se fait régulièrement remarquer par des déclarations discriminantes, voire teintées de racisme, envers les indigènes, dont elle assimile les rituels au satanisme, notamment sur Twitter. Plusieurs de ses tweets sont ensuite effacés. Elle qualifie également Evo Morales de « pauvre Indien accroché au pouvoir » et s'oppose au projet de celui-ci de construire une route à travers le territoire indigène et parc national Isiboro-Sécure (finalement retiré).
Elle s'engage pour la lutte contre les violences faites aux femmes et la prévention des féminicides.

### Présidente de l'État

#### Crise post-électorale de 2019
Elle accède à la présidence de l'État après la démission du président Evo Morales et de ses successeurs constitutionnels, soit le vice-président Álvaro García Linera et le président de la Chambre des députés Víctor Borda,. Le premier vice-président de la Chambre des sénateurs, Rubén Medinaceli, démissionne également. La présidente du Sénat, Adriana Salvatierra, deuxième dans l'ordre de succession après le vice-président de l'État, affirme cependant ne pas avoir démissionné et avoir été empêchée d’accéder au Parlement,. Dans ces circonstances mouvementées, Jeanine Áñez, deuxième vice-présidente de la Chambre des sénateurs, avise être la successeure d'Evo Morales. En l'absence de ses deux supérieurs à cette chambre, Áñez justifie son accession à la présidence de cette chambre pour ensuite pouvoir automatiquement aspirer à la succession de la présidence de l'État.

#### Investiture et débuts

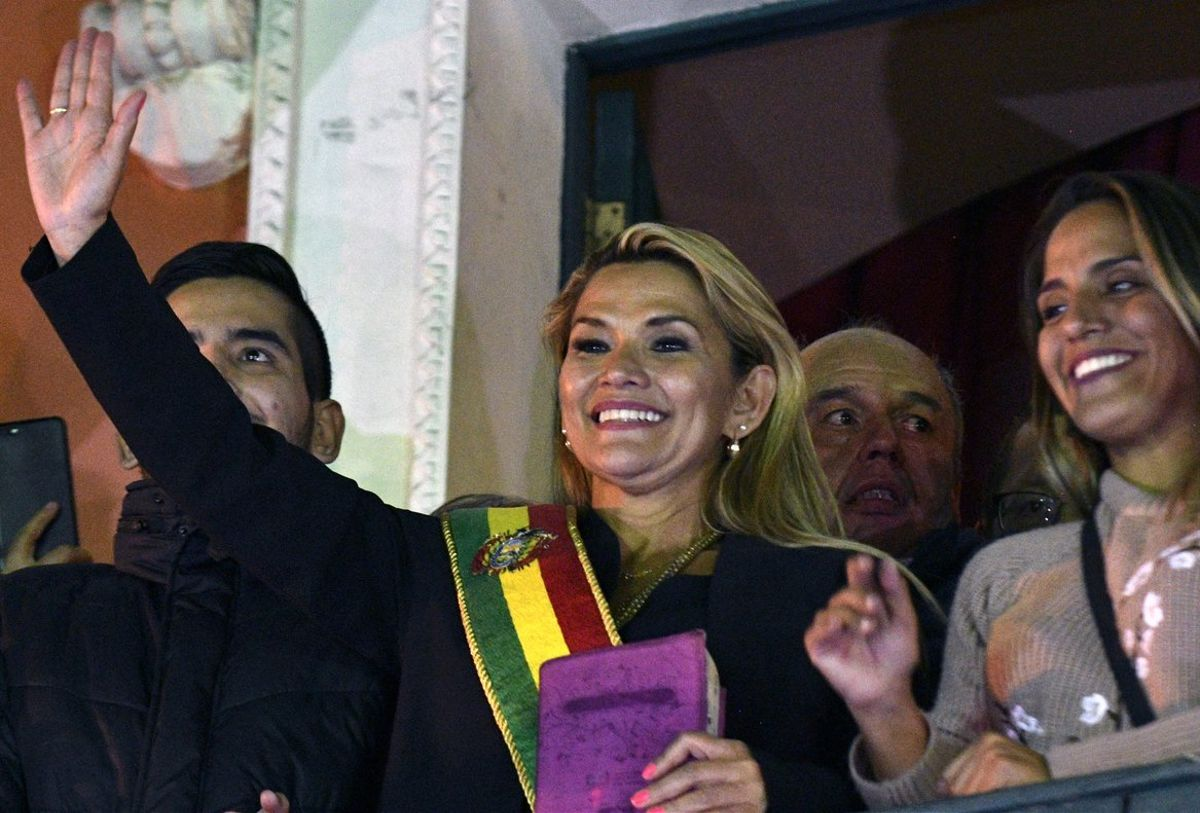
Jeanine Áñez lors de son investiture (12 novembre 2019).

Le 11 novembre 2019, elle annonce la convocation prochaine d'une nouvelle élection présidentielle, de façon qu'un nouveau président prenne ses fonctions d'ici le 22 janvier 2020, comme prévu. La séance parlementaire destinée à fixer la date de la présidentielle a lieu le 12 novembre. Conformément à la Constitution de l'État, la séance est suspendue pour cause de quorum non atteint : les parlementaires du Mouvement vers le socialisme (MAS) ne se sont donc présentés en invoquant l'absence de conditions garantissant leur sécurité sur les lieux,, et en considération que cette assemblée était illégale. Elle se déclare plus tard responsable de la présidence de l'État, arguant de la nécessité de ne pas laisser le pays sans gouvernement et la nécessité de pacifier le pays. Evo Morales dénonce alors « le coup d'État le plus astucieux et le plus odieux de l'histoire ».
Considérant la succession présidentielle comme étant ipso facto, le Tribunal constitutionnel plurinational valide l'accession de Jeanine Áñez à la présidence de l'État dans un communiqué publié le 12 novembre, en s'appuyant sur la jurisprudence de 2001 relative à la démission d'Hugo Banzer Suárez. Cependant, la Constitution de 2009 stipule que la démission du président doit être validée ou rejetée par le Parlement avant de devenir effective, et bien qu'en vertu du règlement intérieur du Sénat, le vice-président assure ipso facto l'intérim à la tête de cette chambre parlementaire, il n'est pas clair s'il peut exercer les fonctions de président de l'État. Enfin, la déclaration du Tribunal constitutionnel plurinational n'a pas de valeur juridique puisqu'il s'agit d'un simple commununiqué, communiqué contesté par un membre de l'institution en février 2020. Son accession au pouvoir est ainsi contestée, des spécialistes estimant que les deux chambres parlementaires auraient dû élire leurs nouveaux présidents, et que la séance de ratification de la démission ne peut pas se tenir sans quorum. Cependant, la Constitution est floue et ne précise pas si une démission doit être acceptée par le Parlement pour devenir effective.
Jeanine Áñez entre dans le palais présidentiel en tenant une Bible, déclarant : « La Bible est de retour dans le palais », puis prête serment dans la foulée. L'Assemblée législative plurinationale, où le MAS détient la majorité parlementaire, tente d'invalider son investiture. Elle reçoit également le soutien des opposants Carlos Mesa et Luis Fernando Camacho. Elle devient la deuxième femme à la tête du pays, après Lidia Gueiler Tejada.
À son entrée en fonction, Jeanine Áñez décide de ne pas gouverner à partir de la résidence officielle du gouvernement, la Casa Grande del Pueblo, construite durant la présidence d'Evo Morales. Elle choisit plutôt de s’installer au Palacio Quemado, résidence officielle de l'État bolivien jusqu'en 2018.

#### Politique intérieure

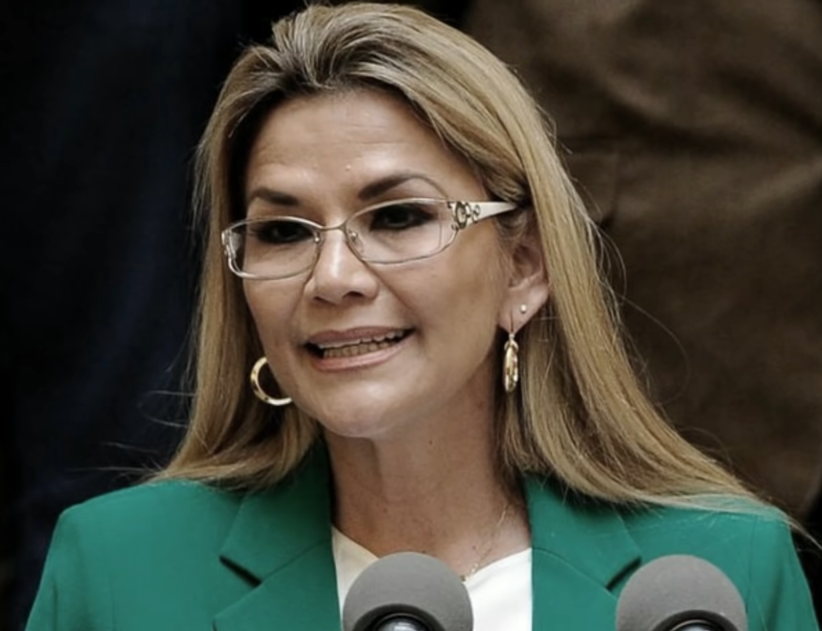
Jeanine Áñez, le 22 janvier 2020.

Jeanine Áñez promet un gouvernement de transition et déclare que les élections auront lieu lorsque les conditions seraient réunies. Le 13 novembre, elle change le chef de l'armée. Elle forme un nouveau gouvernement, limité aux fonctions régaliennes, notamment des Finances, de l'Intérieur et de la Défense. La composition de ce gouvernement — dont les membres ont, à l'instar de la présidente, prêté serment sur la Bible, alors qu'Evo Morales a fait du pays un État laïc en 2009 — ne comprend pas de ministre indigène alors que le ministère des Affaires étrangères leur était traditionnellement dévolu.
Elle se montre favorable à l'usage du wiphala comme emblème national, mesure instituée par Evo Morales. Les programmes télévisés publics en langues indigènes sont en revanche supprimés.
Elle déclare qu'en cas de retour dans le pays, son prédécesseur serait poursuivi pour fraudes électorales et pour corruption. Elle a auparavant déclaré que celui-ci n'était pas éligible à un quatrième mandat. Elle met par ailleurs en doute la possibilité pour le Mouvement vers le socialisme (MAS) de participer aux prochaines élections.
Par la suite, des ministres émettent le souhait de réformer le pays, avant de convoquer de nouvelles élections. Le 20 novembre, elle annonce la convocation prochaines de nouvelles élections générales. Pour ce faire, elle présente au Parlement un projet de loi destiné à annuler les résultats des élections législatives et présidentielle, et à renouveler la composition du Tribunal suprême électoral, qui devra fixer la date des élections. Le 23 novembre, le Sénat approuve cette mesure et l'interdiction pour un individu ayant déjà effectué un deuxième mandat d’en faire un troisième, ainsi qu'une loi d'amnistie pour Morales — contre qui le gouvernement provisoire a porté plainte la veille pour « sédition » et « terrorisme » —, une dernière mesure que la présidente rejette. La Chambre des députés adopte quelques heures plus tard ce projet de loi. Jeanine Áñez promulgue le texte le 24 novembre. Celui-ci prévoit que le scrutin puisse se tenir d'ici juin 2020.

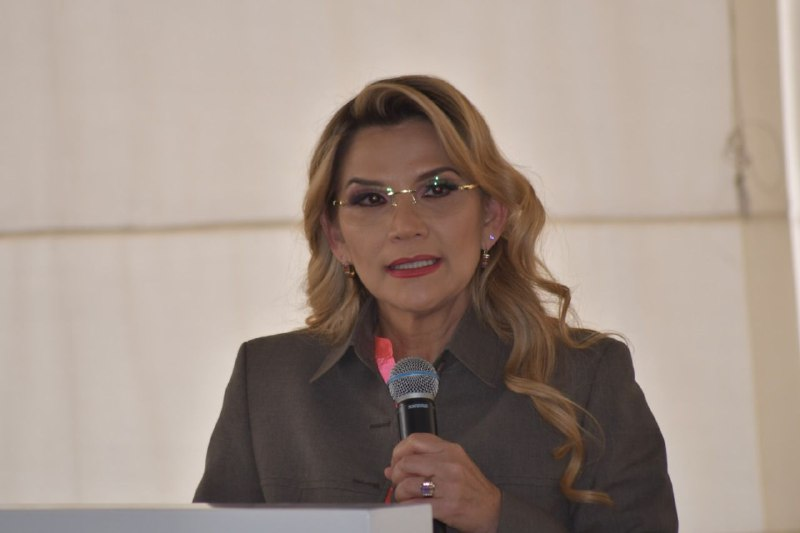
Jeanine Áñez prononçant un discours le 4 août 2020.

Le 6 décembre, le Parlement adopte la loi amnistie pour les autorités sortantes au sujet du processus électoral, Áñez menaçant toujours d'apposer son veto à cette loi. Le 15 décembre, elle annonce l'émission d'un mandat d'arrêt à l'encontre de son prédécesseur. Début janvier, son gouvernement annonce l’ouverture de 600 enquêtes pour corruption. L'ensemble des anciens membres du gouvernement d'Evo Morales sont visés par ces enquêtes, de même que d'anciens hauts fonctionnaires et dirigeants d'entreprises publiques.
En septembre 2020, l’ONG Human Rights Watch accuse le nouveau gouvernement de persécutions politiques par manipulation de la justice à l'égard de l'ancien président.
En quelques mois, les dépenses de l’État bolivien en importation d’armes pour équiper la police sont multipliées par 18 par rapport à l'année 2019.

##### Mesures économiques
Son gouvernement adopte une politique favorable aux intérêts de l’industrie agroalimentaire, libéralisant dès janvier 2020 des exportations de produits agro-industriels et favorisant le défrichage forestier. Un décret présidentiel adopté en mai 2020 autorise l’entrée de plusieurs semences transgéniques dans le pays. Par ailleurs, le gouvernement autorise une hausse des taux d’intérêt bancaires et réduit le taux d’imposition des grandes entreprises. En juin, le gouvernement offre de nouvelles terres au secteur agro-exportateur et, pour faire face aux conséquences économiques causées par la pandémie de Covid-19, mobilise 600 millions de dollars issus des fonds publics pour rembourser les dettes de grandes entreprises privées (dont l’un des principaux bénéficiaires est le ministre de l’Économie Branko Marinkovic).
La volonté du pouvoir de privatiser des grandes entreprises se heurte cependant à la résistance du Sénat. Le projet de restitution des actions de l’entreprise publique d’électricité Elfec (nationalisée en 2010) à un ancien actionnaire privé, la Cooperativa de Teléfonos de Cochabamba, suscite des tensions au sein même du gouvernement et conduit à la démission de trois ministres.
Le pays est en butte à des difficultés financières en raison de la pandémie de Covid-19 et son gouvernement est pointé du doigt pour sa gestion de la crise. Le gouvernement déclare l'état de calamité publique pour pouvoir contracter un prêt d'urgence de la banque centrale.

#### Politique étrangère

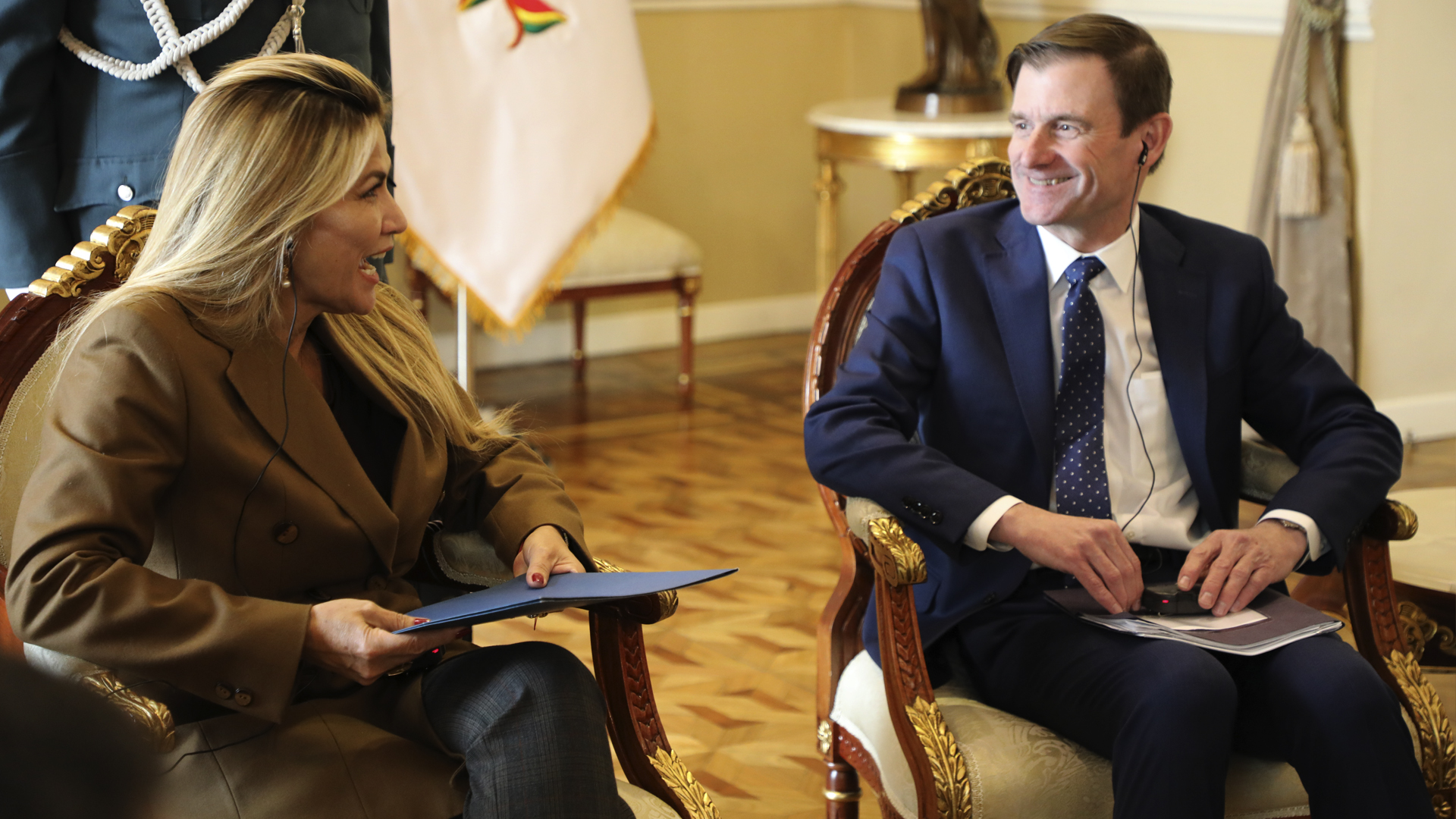
Jeanine Áñez échangeant avec le diplomate américain David Hale.

Après sa prise de fonction, elle reçoit la reconnaissance des États-Unis et de la Russie, qui qualifie cependant son accession au pouvoir de « coup d'État ». De son côté, son gouvernement reconnaît l'opposant vénézuélien Juan Guaidó comme président du Venezuela. Elle décide ensuite de l'expulsion du personnel vénézuélien de l'ambassade du Venezuela à La Paz.
Elle annonce également le retrait de l'Alliance bolivarienne pour les Amériques (ALBA).
Plus de 700 membres de la mission de coopération médicale cubaine en Bolivie sont invités à quitter le pays dans les plus brefs délais.
Le 26 novembre, son gouvernement nomme un ambassadeur à Washington, une première depuis 2009. Le 28 novembre, le pays rétablit ses relations avec Israël, rompues elles aussi en 2009.
Elle décide de rompre les relations diplomatiques avec le Venezuela et Cuba. Elle fait déclarer persona non grata l’ambassadrice du Mexique en Bolivie, la chargée d’affaires d’Espagne en Bolivie et le consul d'Espagne, accusant l'Espagne et le Mexique d'avoir protégé d'anciens proches d'Evo Morales que son gouvernement cherchait à faire arrêter. Les ambassades boliviennes en Iran et au Nicaragua sont fermées, officiellement afin de faire des économies.
Le gouvernement bolivien appuie en janvier 2020 la réélection de Luis Almagro à la tête de l'Organisation des États américains (OEA).

#### Gestion des premières manifestations
Un décret est pris le 15 novembre, après la mort de neuf producteurs de coca, pour autoriser l'armée à intervenir lors des manifestations et exonérer de responsabilité pénale les policiers et militaires participant à ces opérations. Dans les cinq jours qui suivent la constitution de son gouvernement, 24 manifestants sont tués. Le gouvernement bolivien est critiqué par la Commission interaméricaine des droits de l'homme, qui lui reproche d'avoir « ignoré les normes internationales relatives aux droits de l'homme » et d'avoir « encouragé la répression violente ». L'Organisation des Nations unies dénonce de son côté l'« usage disproportionné de la force ». Amnesty International appelle la présidente à abroger le décret. Celui-ci est finalement suspendu le 25 novembre, après un accord avec les manifestants, qui acceptent de mettre fin à leur mouvement en échange du retrait des forces de l'ordre.
Le 15 et le 19 novembre, deux manifestations qualifiées de pacifiques par la CIDH sont réprimées dans le sang à Sacaba et Senkata,. Ces événements, qui font un total de 36 morts, dont une fille de 12 ans, sont qualifiés de massacres par la CIDH.
Le 14 novembre, la ministre de la Communication du gouvernement annonce que sera utilisé un article du Code pénal pour interdire la diffusion de nouvelles pouvant pousser à la sédition.
Fin janvier, alors que les manifestations reprennent, des contingents de 70 000 militaires et policiers sont déployés dans les grandes villes.

#### Prorogation de son mandat présidentiel
Le 17 janvier, le Tribunal constitutionnel prolonge son mandat et celui du Parlement élu en 2014 jusqu'à l'investiture des nouvelles autorités élues[réf. souhaitée].
Elle déclare sa candidature à l'élection présidentielle le 26 janvier. Elle justifie sa candidature, alors qu'elle s'était engagée à ne pas se présenter, par la division de la droite. Elle demande le lendemain aux membres du gouvernement de démissionner.

#### Pandémie de Covid-19 et manifestations

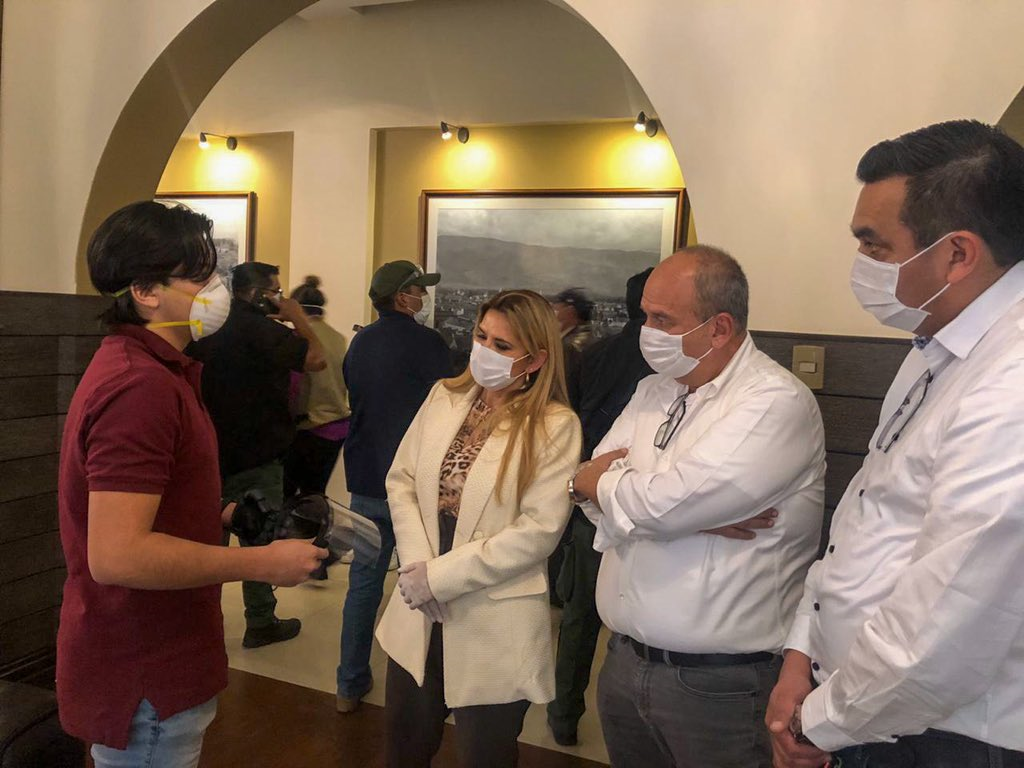
Jeanine Áñez échangeant avec un fabricant de masques de protection lors de la pandémie de Covid-19.

En raison de la progression de la pandémie de Covid-19 en Bolivie et du confinement total décrété par la présidente, le Tribunal suprême de justice décide le 22 mars de reporter sine die le scrutin. Les différents partis parviennent finalement début juin à un accord fixant le scrutin au 6 septembre. La hausse des cas de personnes affectées entraîne cependant un nouveau report au 18 octobre. Le 28 juillet, des milliers de sympathisants du MAS manifestent pour s'opposer à cette décision, qu'ils estiment lié à la possibilité pour leur candidat de remporter le scrutin. Des blocages des routes ont également lieu le 3 août. Le mouvement se poursuit, alors que le gouvernement tente de reporter de nouveau le scrutin.
Elle prend un décret présidentiel en date du 10 mai pour instaurer des sanctions pénales allant jusqu'à dix ans d'emprisonnement pour toute personne qui émettrait de la désinformation sur le coronavirus, une décision qui est critiquée par des organismes de droits de la personne,,. Le 20 mai, elle décide de limoger le ministre de la Santé Marcelo Navajas, arrêté six jours plus tard pour corruption.
Le 9 juillet 2020, Jeanine Áñez annonce s'être mise en quarantaine après avoir été testée positive au coronavirus de la Covid-19. Présentant officiellement des symptômes bénins, elle indique qu'elle continuera à travailler à l'isolement. Le 24 juillet, elle annonce être guérie. Plusieurs ministres sont aussi contaminés.
Son gouvernement annonce la fin de l'année scolaire pour fin juillet, soit cinq mois avant son terme initial.
Début août, de nouvelles manifestations nationales ont lieu contre le gouvernement et le report des élections. Le 14 août, le Tribunal suprême électoral adopte une résolution empêchant tout nouveau report.

#### Élections générales de 2020 et départ du pouvoir

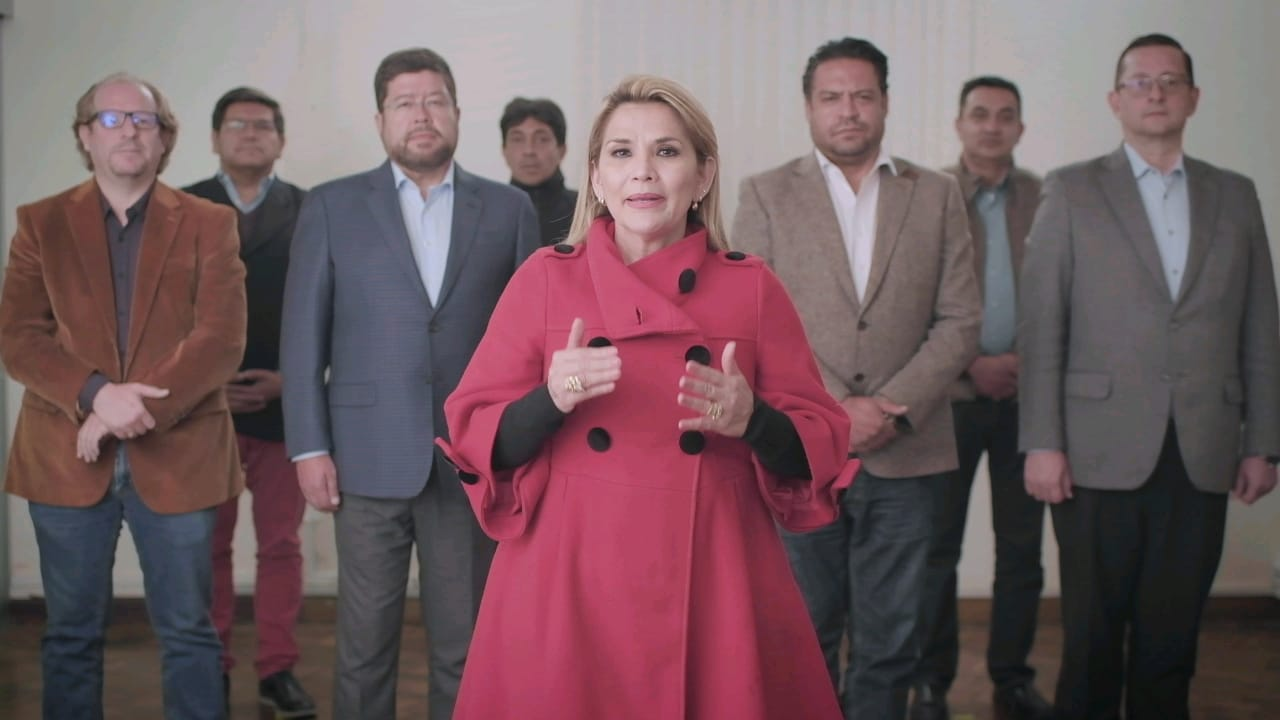
Jeanine Áñez annonçant le retrait de sa candidature en septembre 2020.

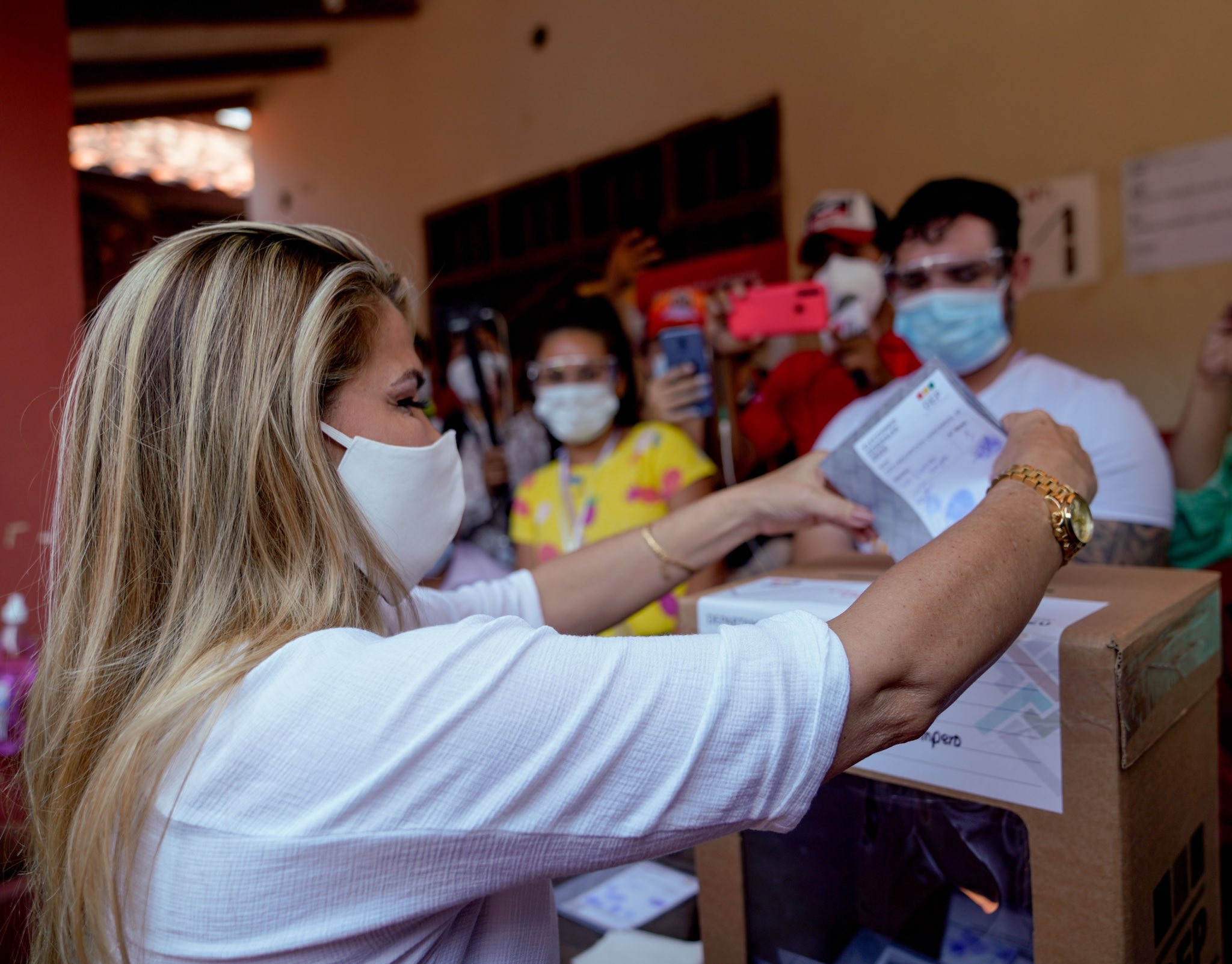
Jeanine Áñez en train de voter en octobre 2020.

Courant septembre, Jeanine Áñez est donnée en perte de vitesse dans les sondages. Devant le risque grandissant d'une division des voix des électeurs de droite, elle annonce le 17 septembre se retirer de la course à la présidence. Elle a été ainsi affaiblie par sa mauvaise gestion de la pandémie de Covid-19 et de ses conséquences économiques, ainsi que par son usage à outrance de symboles catholiques et ses tentatives de poursuites judiciaires envers les cadres du Mouvement vers le socialisme,,. Le Tribunal suprême électoral doit prendre une décision au sujet de cette annonce alors que des bulletins de vote ont été imprimés dans certaines localités.
Le 18 octobre 2020 ont finalement lieu les élections générales. Le MAS l'emporte avec 55,1 % des voix, alors que la participation s’élève à 88,4 %. Luis Arce entre en fonction le 8 novembre suivant.

### Après la présidence

#### Candidature au poste de gouverneur
Le 27 décembre 2020, Jeanine Áñez annonce qu'elle quitte son parti politique, le Mouvement démocrate social, invoquant la nécessité d'un changement et l'échec des « vieux politiciens »,. Le lendemain, la candidature d'Áñez à la fonction de gouverneur du département du Beni est officialisée en vue des élections régionales de 2021 : elle se présente pour la coalition Ahora, composée notamment de l'Unité nationale,. Elle termine en troisième position, avec 13,3 % des voix, derrière les candidats du Mouvement Troisième Système (41,8 %) et du MAS (22,2 %).

#### Emprisonnement et procès

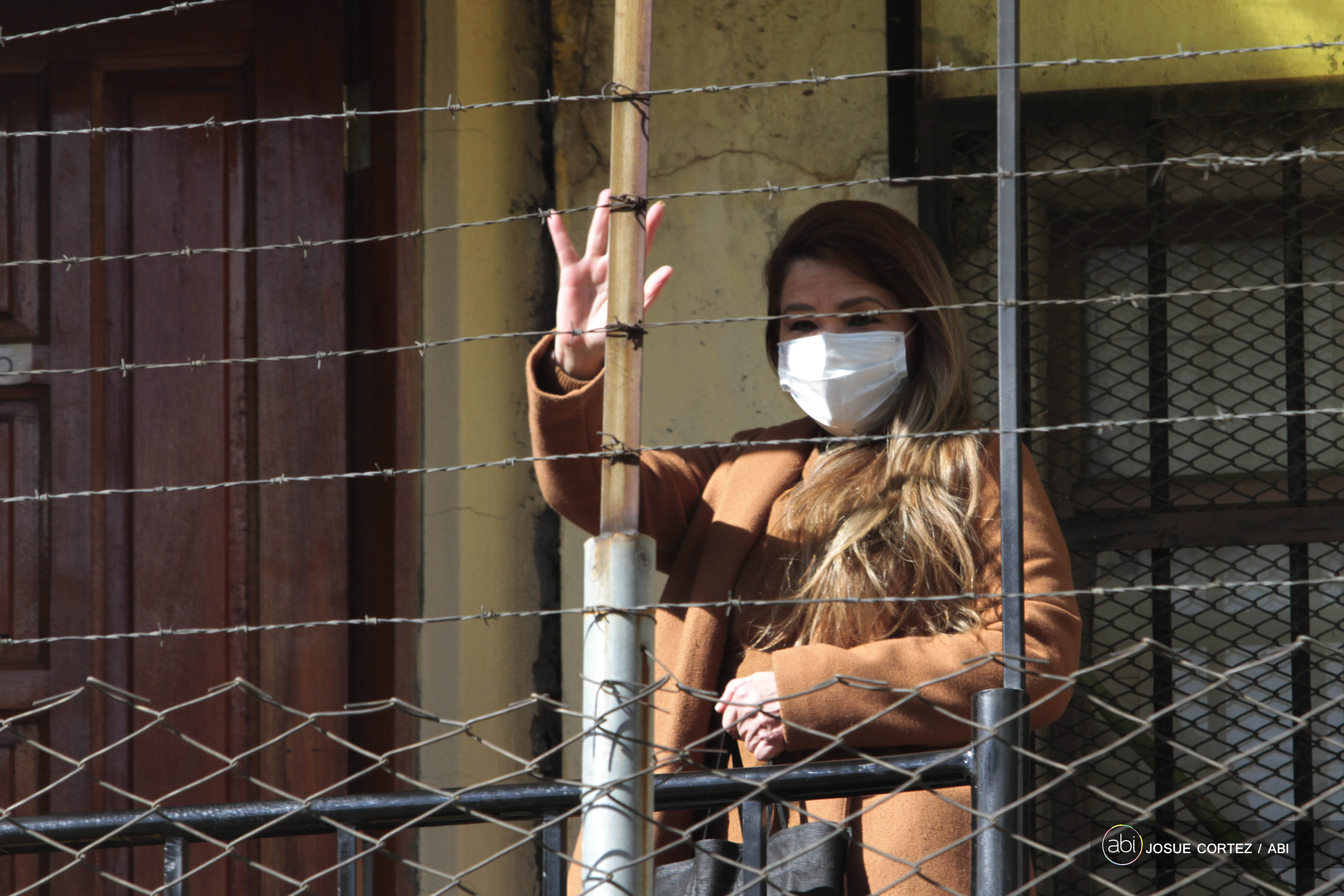
Jeanine Áñez incarcérée en 2022.

Une première plainte est déposée contre elle par l'ancienne députée Lidia Patty en décembre 2020. Celle-ci accuse Jeanine Añez et plusieurs anciens ministres d'être responsables d'un « coup d'État ». Le 12 mars 2021, cinq jours après le premier tour des élections régionales, la justice bolivienne ordonne l'arrestation de Jeanine Áñez, accusée par les autorités de « sédition » et « terrorisme » à l'occasion de sa prise de pouvoir en novembre 2019. Le lendemain, la police l'arrête alors qu'elle est cachée chez l’un de ses proches à Trinidad. Plusieurs de ses anciens ministres, ainsi que des dirigeants militaires et de la police, sont également visés par un ordre de mise en état d'arrestation,.
L’ancienne présidente est amenée à La Paz en présence du ministre du Gouvernement, Eduardo del Castillo. Le lendemain, elle est placée en détention provisoire pour quatre mois et transférée dans une prison pour femmes. Alors qu’elle nie avoir mené un coup d’État en 2019 et se dit victime d'une persécution par le nouveau pouvoir en place, elle souffre d'une décompensation le 17 mars, ce qui conduit à son placement sous assistance respiratoire, puis à son transfert vers une prison médicalisée, après le refus des autorités de la transférer à l'hôpital. Alors qu'elle est en prison, elle fait une tentative de suicide au cours du mois d'août en se tranchant les veines.
Le 16 mars, le gouvernement annonce qu'il va déposer quatre propositions accusatoires supplémentaires contre Jeanine Áñez, relatives à deux infractions économiques commises durant sa présidence, à l'interdiction de retour au pays pour des Boliviens bloqués au Chili durant la première vague de la pandémie de Covid-19 et à l'atteinte aux libertés d'expression et de travail, avec la criminalisation de la publication d'informations « erronées » ou causant de l’« incertitude » en matière de santé publique. L’exécutif prévoit également de déposer une autre proposition accusatoire concernant la répression des manifestations de novembre 2019 à Sacaba et Senkata. Le 20 mars, sa détention est prolongée à six mois.
Son arrestation et son placement en détention sont largement condamnés par la communauté internationale. À partir du 15 mars, des dizaines de milliers de personnes manifestent dans les principales rues du pays pour protester contre les arrestations récemment menées,. Amnesty International fait alors état de sérieux doutes sur l’indépendance de la justice en Bolivie, quel que soit le parti au pouvoir ; la directrice de l’ONG « Amériques », Erika Guevara Rosas, indique que « la détention de Jeanine Áñez et d’autres ex-fonctionnaires semble suivre un modèle habituel : un usage partial de la justice ».

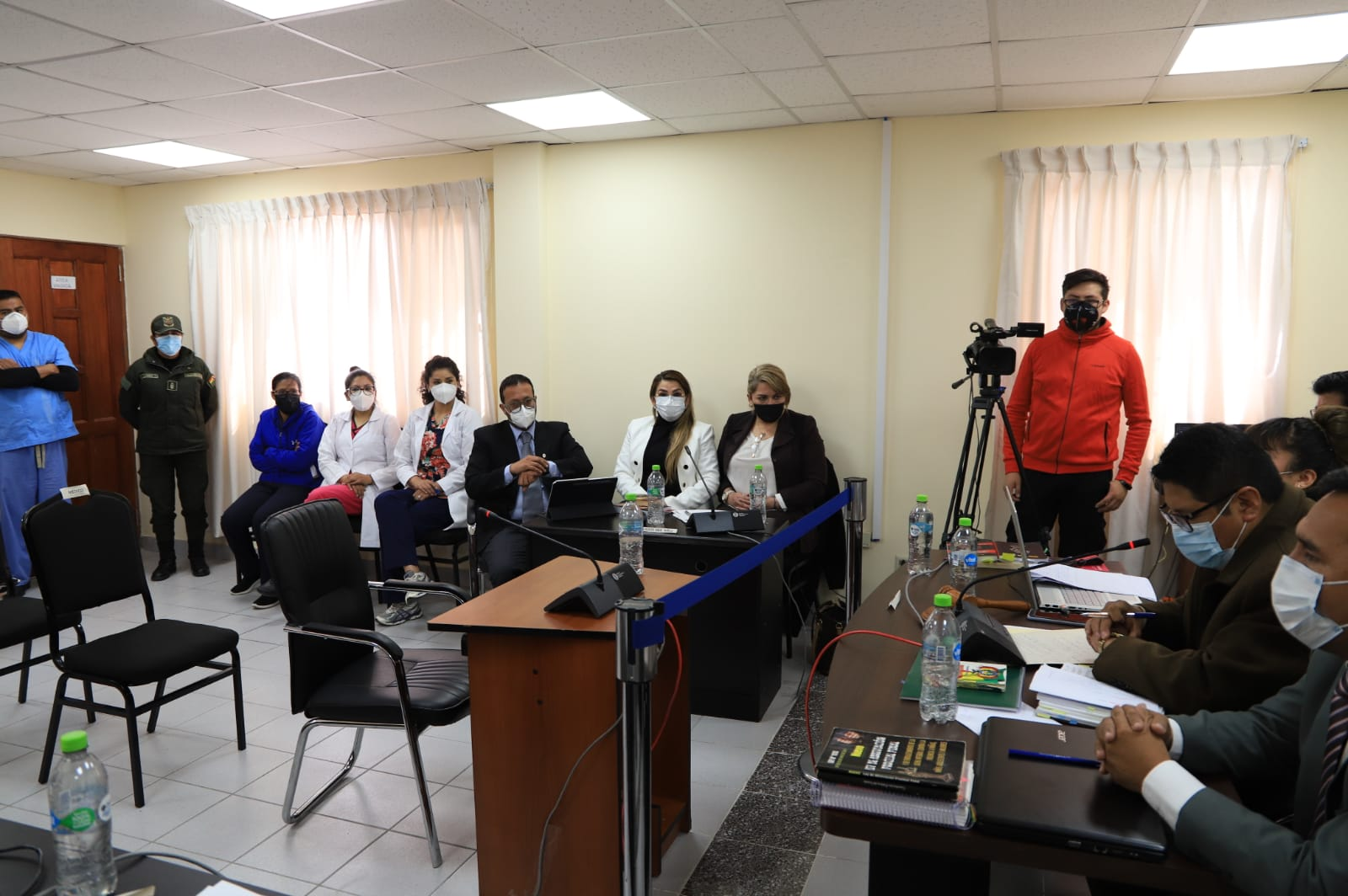
Jeanine Áñez durant son procès en 2022.

Le 4 août 2021, sa détention est prolongée une nouvelle fois de six mois. Le 21 août, un rapport du groupe d’experts indépendants de la Commission interaméricaine des droits de l’homme est utilisé par le parquet bolivien pour accuser l’ex-présidente de « génocide » en raison d’un usage disproportionné de la force contre des manifestants en novembre 2019, avec 20 morts.
En octobre 2021, arguant qu'il n'y avait pas de vacance du pouvoir, le Tribunal constitutionnel plurinational juge inconstitutionnelle sa prestation de serment et estime que la succession à la tête des chambres parlementaires est temporaire tant que les démissions n'ont pas été acceptées.
Son procès pour « décisions contraires à la Constitution » et « manquement au devoir » s'ouvre le 10 février 2022 à La Paz. Alors qu'elle a commencé une grève de la faim la veille, le politologue  de l'université supérieure de San Andrés Carlos Cordero indique : « Il s'agit d'un procès politique. […] C'est une façon d'établir une sanction politique pour ceux qui ont osé être des adversaires en période de crise pour le MAS ».
Elle poursuit en février 2022 une grève de la faim et se retrouve dans une situation médicale critique. Le 11 juin 2022, reconnue coupable d'avoir organisé un coup d'État contre Evo Morales et d'avoir accédé au pouvoir de manière inconstitutionnelle, elle est condamnée à dix ans de prison. Sa peine est confirmée en appel en juillet 2023, puis définitivement confirmée en décembre 2023 par le Tribunal suprême de justice.
La procédure judiciaire pour l'inculpation de « génocide », auprès du Tribunal suprême de justice, est actuellement en cours. Jeanine Áñez encourt pour cela la sentence maximale prévue dans le droit bolivien : 30 ans de prison.